# Madsen (puškomitraljez)
Madsen je puškomitraljez, ki je bil razvit na Danskem na prelomu iz 19. v 20. stoletje. Velja za prvi puškomitraljez, ki so ga proizvedli v večjih količinah. Prva ga je leta 1902 v oborožitev uvedla sama Danska, kasneje pa so sledile še mnoge druge. Madsen je bil prvič uporabljen v boju v rusko-japonski vojni (1904-1905), kot lahko avtomatsko orožje ruske cesarske konjenice.

## Uporabnice
- Avstro-Ogrska: V Avstro-Ogrsko je ta puškomitraljez prispel leta 1915, iz nemškega arzenala. Poimenovan je bil 7.92 mm M.15 Muskete. Avstro-ogrska vojska je 250 kosov od svojih skupno 632 dodelila enotam, ki so se bojevale na soški fronti.[5] V kompletu vsakega avstro-ogrskega Madsena je bilo 16 nabojnih okvirjev, rezervna cev in komplet drugih rezervnih delov. Ta različica je lahko uporabljala tako stari nemški naboj 8x57 I (M.88) z zaobljeno kroglo kot novejšega 8x57 IS (S-Patrone) z zašiljeno kroglo.[5]
- Kraljevina Bolgarija:[5] Model 1924[6] v kalibru 8×56 R.[7]
- Čile: Različica za naboj 7,65×53 belgijski[8]
- Danska: Različica za naboj 8x58 R Krag[9]
- Kraljevina Madžarska
- Nemško cesarstvo[5]
- Nizozemska[10]: S strani KNIL-a je bila v Vzhodni Aziji v uporabi različica za standardni nizozemski naboj 6,5x53 R.
- Norveška: Različica za naboj 6,5x55 švedski
- Rusko cesarstvo[5]

- Jugoslovanski partizani

## Galerija
- Skica delovanja mehanizma
- Norveška vojaka z Madsenom in puško Krag–Jørgensen, 1928
- Danski vojaki 9. aprila 1940, na dan nemškega napada na Dansko
- Makedonska partizana oborožena z Madsenoma ob prihodu v Skopje, 1944